# Línea H16 de la Red Ortogonal de Autobuses de Barcelona
La línea H16 u Horizontal 16 es una línea de autobús de tránsito rápido de la Red Ortogonal de Autobuses de Barcelona. Forma parte de las líneas horizontales de la red y presta servicio en la ciudad de Barcelona desde el 18 de noviembre de 2013. El operador de la línea es Transportes Metropolitanos de Barcelona.

## Información de la línea
| Prestación                                      | Disponibilidad en la línea |
| ----------------------------------------------- | -------------------------- |
| Adaptada a                                      | Sí                         |
| TMB iBus (tiempo de espera)                     | Sí                         |
| Información del tiempo de espera en las paradas | Sí                         |
| Pantallas informativas                          | Sí                         |
| Televisión dentro del autobús                   | Sí, Canal MouTV            |
| Línea de tránsito rápido                        | Sí                         |
| Circula en días festivos                        | Sí                         |